# 刺毛黧豆
刺毛黧豆（学名：Mucuna pruriens）为豆科黎豆属下的一个种。直接接觸表面的微細毛对人体的皮膚有很强的刺激性。

## 扩展阅读
- 維基物種上的相關：刺毛黧豆

1. ↑  .   [8 March 2015]. （原始内容存档于2019-06-05）.